# Badgeworthy Water

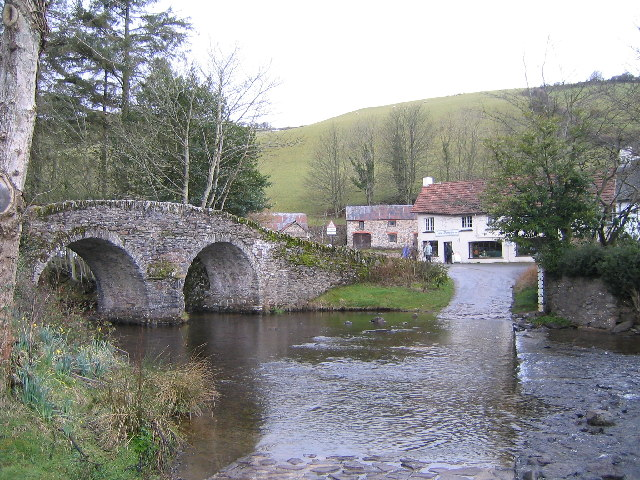
Oare Water

Badgeworthy Water – rzeka w Anglii w hrabstwie Somerset, razem z Oare Water tworzą rzekę East Lyn. Rzeka przepływa przez park narodowy Exmoor. Nad brzegiem znajdują się pozostałości po średniowiecznej osadzie, zamieszkałej również później a ostatecznie opuszczonej w latach trzydziestych XX w. Wieś została opisana w książce Richarda Blackmore’a Lorna Doone, który był duchownym w tutejszym kościele parafialnym. Nad rzeką znajduje się XVII-wieczny kamienny most Malsmead Bridge